# Hubert Vandermeulen
Hubert Jacques Théodore Vandermeulen (Ensival, 3 oktober 1902 - Verviers, 28 juli 1990) was een Belgisch senator.

## Levensloop
Hubert Vandermeulen groeide op in een arbeidersgezin. Op advies van de socialistische senator Louis Pirard, daartoe geconsulteerd door zijn vader, ging hij voor onderwijzer studeren aan de normaalschool in Verviers. In 1921 studeerde hij af, waarna hij tot 1948 les gaf in het gemeenteonderwijs in Ensival. 
In navolging van zijn vader en oom werd Vandermeulen lid van de socialistische Belgische Werkliedenpartij. Ook was hij syndicaal actief en was hij van 1922 tot 1926 adjunct-secretaris en van 1926 tot 1946 secretaris van de afdeling van de socialistische onderwijsvakbond in Verviers. In 1923 vervulde hij zijn militaire dienstplicht in het derde medische korps. Voorts engageerde Vandermeulen zich in het volksonderwijs en was hij lid van het comité van gemeentescholen in Ensival, alsook van 1926 tot 1937 secretaris en van 1937 tot 1947 voorzitter van de federatie van gemeentescholen in het arrondissement Verviers. Ook was hij redacteur van het maandblad L'École Communale, dat verscheen tot in 1940.
Na de uitbraak van de Tweede Wereldoorlog werd Vandermeulen in september 1939 gemobiliseerd en ingedeeld in de medische compagnie van de 44ste regiment van de reserve-infanterie, maar na een maand werd hij alweer gedemobiliseerd. Na het einde van de oorlog werd Vandermeulen in oktober 1946 voor de socialistische PSB verkozen tot gemeenteraadslid van Verviers en van 1947 tot 1952 was hij er schepen van Onderwijs en Schone Kunsten. Van 1965 tot 1970 was hij nogmaals schepen van de stad, een ambt dat hij een jaar eerder dan voorzien om gezondheidsredenen moest opgeven. 
Van 1949 tot 1965 zetelde Hubert Vandermeulen in de Senaat. Eerst was hij van 1949 tot 1950 provinciaal senator voor de provincie Luik, daarna was hij van 1950 tot 1965 rechtstreeks gekozen senator voor het arrondissement Verviers. Hij zetelde in de commissie Volksgezondheid en Gezin en was ondervoorzitter van de commissie Nationale Opvoeding en Cultuur. Hij hield vooral tussenkomsten over onderwijskwesties en culturele dossiers, verdedigde voornamelijk de verbetering van de opleiding en arbeidsvoorwaarden van onderwijzers en ijverde voor het toekennen van extra subsidies aan provinciale musea en openbare bibliotheken. Tegelijkertijd kon ook de verdediging van de belangen van zijn regio op zijn belangstelling rekenen; zo kaartte hij de teloorgang van de wolindustrie in Verviers als gevolg van de import van buitenlandse producten aan en eiste hij dat er werk werd gemaakt van de strijd tegen de vervuiling van de Vesder. Bij de verkiezingen van 1965 stelde hij zich geen kandidaat meer om zich volledig toe te leggen op de gemeentepolitiek in Verviers.